# Choroba Kawasakiego
Choroba Kawasakiego (zespół Kawasakiego, skórno-śluzówkowy zespół węzłów chłonnych, łac. morbus Kawasaki, ang. Kawasaki disease) – ostra choroba zapalna małych i średnich naczyń o nieznanej etiologii. W przebiegu choroby Kawasakiego obserwuje się przede wszystkim zapalenie dużych naczyń wieńcowych z ich następowym poszerzeniem, tworzeniem zmian tętniakowatych i niedokrwienie mięśnia sercowego mogące doprowadzić do zawału serca. Chorują głównie dzieci w 1-8 r.ż. (szczyt zachorowań w wieku ok. 18 miesięcy), częściej chłopcy. Zachorowania występują sezonowo, częściej w okresach wiosennym i jesiennym. Chorobę jako pierwszy opisał japoński pediatra Tomisaku Kawasaki u pięćdziesięciu pacjentów w pracy z 1967.

## Objawy i przebieg
- wysoka gorączka (powyżej 38 °C) i powiększenie węzłów chłonnych szyjnych nie reagujące na podanie antybiotyków
- zmiany  skórne i błon śluzowych
  - obrzęk i przekrwienie spojówek
  - zmiany widoczne na wargach, języku i błonie śluzowej jamie ustnej (przekrwienie, wysychanie, pękanie, język malinowy) (jak w płonicy))[1][3]
  - wielopostaciowa wysypka występująca przede wszystkim na tułowiu i kończynach przypominająca odrę lub płonicę
  - złuszczanie się naskórka na opuszkach palców dłoni i stóp
  - symetryczny obrzęk i zaczerwienienie dłoni (erythema palmare), czasem stóp
  - powiększenie szyjnych węzłów chłonnych (przynajmniej jeden o średnicy większej niż 1,5 cm)[1]

### Przebieg choroby
Zmiany te mają charakter łagodny i tendencję do samoistnego ustępowania, nawet w przypadku braku leczenia. Jednakże w około 25% przypadków, w 2. do 4. tygodniu występowania choroby może pojawić się zapalenie naczyń wieńcowych z tendencją do tworzenia mikrotętniaków, które w niektórych przypadkach (do 3%) mogą doprowadzić do zgonu w przebiegu niedokrwienia mięśnia sercowego (zawału). Zapalenie naczyń wieńcowych, oprócz wytworzenia tętniaków (co może doprowadzić do mylnego rozpoznania choroby jako guzkowe zapalenie tętnic) może powodować zapalenie osierdzia, zapalenie mięśnia sercowego, zawał mięśnia sercowego.

## Etiologia
Aktualnie uważa się, że za objawy choroby odpowiedzialny jest toczący się w  śródbłonku naczyń proces autoimmunizacyjny, przejawiający się:
- zwiększeniem się liczby limfocytów T pomocniczych
- zwiększeniem się liczby monocytów
- zwiększeniem się stężenia interleukiny 1 (IL-1)
- zwiększeniem się liczby receptorów dla interleukiny 2 (IL-2)
- występowaniem przeciwciał przeciwko komórkom śródbłonka naczyniowego.

Postulowany jest również związek z infekcją gronkowcem złocistym, gdzie sama bakteria ma odgrywać rolę antygenu lub superantygenu. Antygen HLA-B51 został powiązany z endemicznymi zachorowaniami.
Za potencjalny czynnik etiologiczny postuluje się reakcję na określony patogen, który działając jak superantygen może u genetycznie predysponowanych osób wywołać odpowiedź autoimmunologiczną

## Rozpoznanie
Rozpoznanie choroby Kawasakiego stawiane jest w przypadku gorączki utrzymującej się przez co najmniej 5 dni i w obecności ≥4 kryteriów:
- obustronnego nieropnego przekrwienia spojówek
- zmian w śluzówkach jamy nosowo-gardłowej (zakażenie gardła, spieczone, suche wargi, język malinowy)
- obrzęku i (lub) rumienia na dłoniach lub stopach, złuszczania skóry okolicy przypaznokciowej
- różnokształtnej, niepęcherzykowej wysypki na tułowiu
- powiększenia węzłów chłonnych szyjnych.

Należy też wykluczyć inne możliwe procesy chorobowe.
Jak opublikowało Paediatric Intensive Care Society w Wielkiej Brytanii, w czasie pandemii COVID-19 zaobserwowano występowanie nietypowego zespołu zapalnego u dzieci, który może przypominać
chorobę Kawasakiego lub zespół szoku toksycznego.

## Różnicowanie
Choroba wymaga różnicowania z:
- odrą
- płonicą
- zapaleniem naczyń związanym z IgA
- guzkowym zapaleniem tętnic
- zespołem Stevensa-Johnsona
- Reaktywnym zapaleniem stawów
- mononukleozą zakaźną
- gorączką reumatyczną
- młodzieńczym idiopatycznym zapaleniem stawów
- zatruciem rtęcią
- niepożądanymi reakcjami na leki
- zespołem wstrząsu toksycznego
- nietypowym przybiegiem choroby COVID-19 u dzieci[6][7]

## Leczenie
Choroba ma w zdecydowanej większości wypadków przebieg łagodny i w zasadzie nie wymagałaby leczenia, gdyż ustępuje samoistnie pomimo jego braku. Jednakże celem zapobiegania wystąpieniu zapalenia naczyń wieńcowych polecane jest podawanie dużych dawek (2 g/kg) immunoglobuliny dożylnie. Badanie wykazało, że podawanie dodatkowo dużych lub średnich dawek kwasu acetylosalicylowego nie skutkuje poprawą skuteczności leczenia immunoglobulinami, pomimo że istnieją takie zalecenia amerykańskie (początkowo przez 2 tygodnie 100 mg/kg/dobę, następnie 3–5 mg/kg/dobę przez kilka tygodni).
W leczeniu stosowano również dodatkowo kortykosterydy (które skracają czas hospitalizacji, obniżają gorączkę i polepszają markery stanu zapalnego), zwłaszcza gdy wcześniejsze metody leczenia zawiodły lub przy nawrocie objawów, ale w kontrolowanym badaniu z randomizacją wykazano, że dołączenie kortykosterydów do terapii immunoglobulinami i aspiryną nie poprawiało efektu końcowego. Inne badanie wykazało jednak, że znacząco zmniejsza to ryzyko wystąpienia zmian w tętnicach wieńcowych.
W przypadku zakrzepicy tętnicy wieńcowej konieczna może być fibrynoliza lub zastosowanie przezskórnej interwencji wieńcowej.

## Rokowanie
Śmiertelność wynosi około 1%, najczęstszym śmiertelnym powikłaniem choroby jest zawał serca.